# North Warwickshire
North Warwickshire ist ein Verwaltungsbezirk mit dem Status eines Borough in der Grafschaft Warwickshire in England. Verwaltungssitz ist die Stadt Atherstone. Weitere bedeutende Orte sind Coleshill, Curdworth, Kingsbury, Polesworth und Water Orton.
Der Bezirk wurde am 1. April 1974 gebildet und entstand aus der Fusion des Rural District Atherstone und eines Teils des Rural District Meriden.